# Ivan Zika
Ivan Zika, slovenski gimnazijski profesor francoščine in latinščine ter lokalni in šahovski zgodovinopisec, * 17. september 1907, Kamnik, † 17. december 1976, Kamnik.

## Življenjepis
Ivan Zika se je rodil v Kamniku delavcu Ivanu, po rodu Čehu, in materi Mariji, rojeni Vegh, madžarskega rodu. Osnovno šolo je obiskoval v Kamniku, gimnazijo pa od leta 1920 do 1928 v Novem mestu. Po maturi je bil eno leto kot uradnik zaposlen 
v kamniški smodnišnici, od 1929 pa je študiral francoščino in književnost na ljubljanski univerzi in leta 1933 tam tudi diplomiral. Leta 1935 se je izpopolnjeval na pariški Sorboni.
Leta 1936 je nastopil službo na gimnaziji v Peći (Kosovo), od septembra 1938 do aprila 1941 je učil na realni gimnaziji v Murski Soboti, od julija 1941 do oktobra 1944 na madžarski moški gimnaziji v Subotici, od decembra 1944 do septembra 1947 pa na ženski gimnaziji v Subotici.
Po službovanju v Subotici se je vrnil v Kamnik in na tamkajšnji gimnaziji do upokojitve leta 1973 učil francoščino.
Za svoje delo je bil leta 1972 odlikovan z redom dela z zlatim vencem in srebrno plaketo Turistične zveze Slovenije (1967). 

## Delo
Zika je največ je pisal o kamniški zgodovini in turizmu. Številni prispevki (od 1930 dalje) so izšli v številnih listih. Spominski in biografski članki kot npr.: o Titu, F. M. Paglovcu, F. Pircu, J. Šlakarju, L. Stiasniju, J. F. Zupanu in drugih so bili objavljeni v številnih časopisih, Kamniškem občanu in v več številkah Kamniškega zbornika. Obravnaval pa je med drugim še zgodovino kamniške tiskarne (Tiskarna A. Slatnar), tovarne keramike (1960), zaslužne Kamničane oz. »purgerje« (1959), planinsko snov. Ob 750-letnici mesta je objavil Zgodovino Kamnika.
Zika je bil tudi razgledan šahist – problemist, vzgajal je šahovski naraščaj, raziskoval zgodovino šaha na Slovenskem. Pisal npr. o I. Kosu (Problem, Zgb, 1975, št. 165–70), J. Ogrincu (Kamn. zbornik 1967), J. Plahuti in G. Szabu (Problem 1974, št. 161–4, soavtor N. Petrović). V knjigi Slovenski šah (1972) je podal pregled: Šah na Slovenskem od prvih začetkov do 1914. Zbiral je in 1966–1970 napisal Gradivo za zgodovino šahovske igre na Slovenskem in Gradivo za istoriju šahovske igre na ozemlju Hrvatske i Vojvodine, a je oboje ostalo v rokopisu (hrani Muzej v Kamniku).